# Eopopino
Eopopino longipes
Genre
Espèce
Eopopino est un  genre fossile d'araignées aranéomorphes de la famille des Nesticidae. L'espèce type est Eopopino longipes.

## Distribution
Les espèces de ce genre ont été découvertes dans de l'ambre de la mer Baltique et de Bitterfeld en Saxe-Anhalt en Allemagne. Elles datent du Paléogène.

## Liste des espèces
Selon The World Spider Catalog 15.5 :
- †Eopopino budrysi Eskov & Marusik, 1992
- †Eopopino inopinatus Wunderlich, 1986
- †Eopopino longipes Petrunkevitch, 1942, espèce typePaleobiology Database (17 avril 2021)[3]
- †Eopopino palanga Eskov & Marusik, 1992
- †Eopopino rarus rarus Wunderlich, 1986
- †Eopopino rudloffi Wunderlich, 2004

## Publication originale
- (en) Alexander Ivanovitch Petrunkevitch, A study of amber spiders., vol. 34, coll. « Transactions of the Connecticut Academy of Arts and Sciences », 1942, 119–464 p..